# HNLMS De Zeven Provinciën (1909)
Pour les articles homonymes, voir HNLMS De Zeven Provinciën.
Le HNLMS De Zeven Provinciën (Pays-Bas : Hr.Ms. De Zeven Provinciën) était un croiseur cuirassé de 2e classe construit au début des années 1900 pour la Marine royale néerlandaise (Koninklijke Marine). 

Il a servi comme navire de défense côtière jusqu'en 1942.

Renfloué par la Marine impériale japonaise il a servi de navire batterie anti-aérienne. Il a été coulé en 1943 lors d'un bombardement  allié.

## Histoire
Le De Zeven Provinciën (Les Sept Provinces) a été construit sur le chantier naval Rijkswerf d'Amsterdam. Il a commencé sa carrière aux Indes orientales néerlandaises de 1911 à 1918, puis à partir de 1921.

Il a connu une grande mutinerie le 5 février 1933 qui a eu de profondes répercussions sur la politique néerlandaise. Après cette période il a été modifié pour servir de navire-école. En 1936 il est rebaptisé HNLMS Soerabaja du nom d'une grande ville des Indes orientales néerlandaises.
Le 18 février 1942, quelques jours avant le déclenchement de la Bataille de la mer de Java, il est coulé par des bombardiers japonais Mitsubishi G4M dans le port de Surabaya (Java oriental), siège de la marine néerlandaise des Indes. Il a été renfloué par les japonais et utilisé comme navire-batterie. L'année suivante, en 1943, il est frappé par un bombardement allié et coule irrémédiablement.

## Note et référence
- (en) Cet article est partiellement ou en totalité issu de l’article de Wikipédia en anglais intitulé « HNLMS De Zeven Provinciën (1909) » (voir la liste des auteurs).